# شهرستان دشتی
شهرستان دَشتی یکی از شهرستان‌های استان بوشهر ایران است و شهر خورموج مرکز آن است.

## جغرافیا
شهرستان دشتی در میانه استان بوشهر قرار دارد و از شمال به شهرستان‌های دشتستان و تنگستان، از غرب به شهرستان تنگستان و خلیج فارس، از جنوب به شهرستان‌های دیر و جم و از شرق به شهرستان فراشبند فارس محدود می‌گردد. آب و هوای آن گرم و خشک می‌باشد که حداقل و حداکثر دما در طول سال از ۳- تا ۵۵ درجه متغیر است. میزان بارندگی بین ۲۰۰ تا ۲۸۵ میلی‌متر متفاوت است.
مساحت این شهرستان ۵۰۰۲۸ کیلومتر مربع است.
کوه خورموج با ارتفاع ۲۲۶۰ متر بزرگ‌ترین قله استان بوشهر در این شهرستان واقع شده‌است. کوه مند نیز در نوار ساحلی آن قرار دارد. رودخانه مند و بخشی از گنبد نمکی جاشک در شهرستان دشتی قرار دارد.

### نواحی ساحلی
روستاهای ساحلی کبگان، لاور ساحلی، زیارت ساحلی، گلستان این شهرستان در دهستان کبگان قرار دارند. لاور ساحلی سابقه استقرار گمرک داشته و زیارت ساحلی دارای استخرهای بزرگ پرورش میگو است. در نوار ساحلی کوه مند آثار باستانی متعددی از جمله نیایشگاه مند وجود دارد.

### کشاورزی
شهرستان دشتی یکی از قطب‌های زراعی و کشاورزی استان بوشهر می‌باشد. شهرستان دشتی یکی از بزرگ‌ترین تولیدکنندگان گوجه خارج از فصل کشور است. شهرستان دشتی از نظر تولید تنوع بالایی دارد از جمله: گوجه فرنگی، کنجد، هندوانه، خربزه، طالبی، تنباکو، خرما، کدو، پیاز، سیر و… دارای دشت‌های حاصلخیزی از جمله: دشت پلنگ، دشت سنا، دشت لاور، دشت باغان، دشت کاکی، دشت زال و… است.

## مردم‌شناسی

### اقوام
عمده جمعیت دشتی از مردمان دشتی هستند همچنین ترک های قشقایی که یکی از بزرگترین اقوام این شهرستان هستند ، کازرونی ها، عرب های خلیجی نیز در این شهرستان و سایر نواحی استان بوشهر حضور دارند.

### زبان
گویش دشتی ریشه در زبان باستان ایران و زبان پهلوی ساسانی دارد و برگرفته از زبان پارسی قدیم است. گویش دشتی خود متفرعات زبان پهلوی جنوب غربی است ، چنان که به نوشته اُرنسکی : " لهجه‌های لری و بختیاری از آن قبایل جنوب غربی ایران است به طور کلی به گروهی از لهجه‌های ایران مربوط است که لهجه‌های جنوب غربی فارس نیز جزء آن می‌باشند. همچنین در کتاب فرهنگ واژه های محلی بوشهر این چنین ذکر شده است که: "در ناحیه ی دشتی و بخش هایی از تنگستان  زبان و گویش آمیخته ای از پهلوی جنوبی و لُری است."گویش دشتی متعلق به زبان های جنوب و جنوب غربی پهلوی است. این گویش بسیاری از ویژگی های کهن خود را تا کنون حفظ نموده است.

### جمعیت
بر اساس آمار سرشماری رسمی سال ۱۳۹۵ جمعیت این شهرستان ۸۶٬۳۱۹ نفر (۲۴٬۴۷۴ خانوار) می‌باشد. بر همین اساس در سال ۱۳۹۰ جمعیت این شهرستان ۷۷٬۵۳۰ نفر (۱۹٬۶۹۷ خانوار) بوده و در سال ۱۳۸۵ جمعیت ۷۱٬۲۸۵ نفر بوده‌است.

## سیل ۱۳۶۵
سیل ویرانگر ۱۳۶۵ پس از سه شبانه روز بارش متوالی در بامداد مورخه ۱۱ آذر ۱۳۶۵ به‌طور کامل تمام روستاهای حاشیه رودخانه مُند را محاصره و در کام خود بلعید.
سیل آذر ۱۳۶۵ بیشینه بده لحظه‌ای آب در سیل روز ۱۱ آذر ۱۳۶۵ بنابر برخی از منابع ۵۷۵ مترمکعب بر ثانیه و نیز بارش باران به میزان ۱۶۰ میلی‌متر در یک شبانه روز گزارش شده‌است. با نگاهی به بده لحظه‌ای آب می‌توان به شدت و گسترهٔ آسیب و پیامدهای ناشی از وقوع سیل مذکور پی برد. وقوع آن پدیده مهیب و مخرب خسارات جانی و مالی فراوانی را در استان بوشهر و در شهرستان دشتی به ویژه در روستاهای مجاور رودخانه مند به همراه داشت به نحوی که بسیاری از روستاها و آبادی‌های آن زمان خالی از سکنه شده و بعد از گذشت بیش از دو دهه هنوز خاطرات تلخ و دردناک آن در اذهان و حافظهٔ تاریخی و اجتماعی مردم آن سامان باقی و آثار خرابی‌ها و تأثیرات بسیار زیانبار آن بر وضعیت بافت خاک، پوشش گیاهی و اراضی زراعی در مناطق محل وقوع سیل قابل ملاحظه و مشاهده است.
در پایان ۲۹ بهمن ۱۳۹۵ سیلی با حجم سیل سال ۶۵ در منطقه آمد که خسارتهای مالی به بار آورد اما به‌علت ترک روستاهای در معرض سیل در ۳۰ سال پیش خسارت جانی نداشت.

## زمین‌لرزه ۹۲
زمین‌لرزه ۲۰ فروردین ۱۳۹۲ در این شهرستان که در فاصله ۱۶ کیلومتری شهر کاکی، ۲۷ کیلومتری شهر خورموج (مرکز شهرستان دشتی) و ۹۰ کیلومتری بندر بوشهر کانون این زمین‌لرزه در شمال شرق شهر کاکی و تقریباً در همین فاصله در شمال غرب شهر شُنبه رخ داد، که شهر کوچک شُنبه و روستاهای تابع آن در بخش شنبه و طسوج به‌شدت تخریب شدند.

## مشاهیر شهرستان دشتی
- فایز دشتی، شاعر مشهور دوبیتی سرا
- محمد خان دشتی، شاعر و حکمران دشتی
- سید علینقی دشتی، مجتهد و شاعر
- میرزا محمد جعفر خان حقایق نگار خورموجی، مورخ/ فاش‌کننده راز مگوی قتل امیر کبیر
- ملاحسن کبگانی، شاعر و روحانی
- سیدمحمدطاهر(شفیق شهریاری)، شاعر، از اولین مدیران و دبیران دبیرستان سعادت، دارای مدال درجه یک علمی و مبارز علیه حکومت قاجار
- شیخ عبدالله حاجیانی، مؤسس نخستین مدارس حوزوی در استان بوشهر به سبک جدید و در شهر خورموج و اصالتاً از اهالی مسیله
- علی دشتی، نویسنده/ پژوهشگر/ سیاستمدار
- شیخ ابوتراب عاشوری، از فعالان مبارز در زمان پهلوی
- میربهزاد شهریاری، نماینده اولین دوره مجلس شورای اسلامی از منطقه رودباران/ از کشته شدگان هفتم تیر
- نادر مهدوی، فرمانده ناوگروه دریایی ذوالفقار، وابسته به منطقه دوم نیروی دریایی سپاه پاسداران انقلاب اسلامی
- غلامرضا دادبه، محقق و موسیقی دان/ استادِ محمدرضا شجریان، علیرضا افتخاری و…
- پولاد اسماعیلی، شروه خوان
- شایان حامدی، شاعر نوسروده
- سید محمدحسن نبوی، نماینده اسبق بوشهر در خبرگان رهبری
- علی مرادی، شاعر منظومه شهیر «کلاخا یاد موهدو»
- آیت‌الله میرزا احمد گنخکی دشتی، از مجتهدان سنتی
- سید مصطفی حسینی دشتی، مؤلف دائرةالمعارف معارف و معاریف و مترجم قرآن کریم
- میرزا ابراهیم دشتی (منهاج)، نماینده اسبق بوشهر در خبرگان رهبری
- سید کمال‌الدین شهریاری، نماینده فعلی و اسبق حوزه میانی استان بوشهر در مجلس شورای اسلامی
- عبدالنبی نمازی، نماینده تهران در مجلس خبرگان رهبری/ امام جمعه کاشان
- حسن نمازی، نماینده سابق ارومیه در مجلس خبرگان رهبری (فرزند شیخ عبدالنبی)
- سید محمدمهدی پورفاطمی، نماینده سابق دشتی و تنگستان در مجلس شورای اسلامی
- سید اسماعیل بهزادی، شاعر
- ایرج اسدی، شاعر
- محمدرضا صفدری، داستان‌نویس
- سید کوچک هاشمی‌زاده، پژوهشگر و لغت‌شناس
- سید محمدرضا هاشمی‌زاده شاعر و نویسنده
- مسلم زارع مطلق مترجم و نویسنده (کبوتر خانگی، تاریخ عماندر قرون نخستین اسلامی، جواهر و لئالی در تاریخ عمان شمالی، تحفه نبهانی)
- نعمت اله مقصودی مترجم (استعمار در خلیج فارس، جایگاه بحرین در دریانوردی و تجارت دریایی)
- حبیب احمدی مترجم (متمم رهنامه کشتیرانی خلیج فارس)
- غلامحسین هادی‌نژاد نویسنده (زیارتگاه‌های استان بوشهر، مرغ باغ ملکوت)
- محمد هادی‌نژاد (زیارتگاه‌های شهرستان دشتی، یال، دشتی نگین فرهنگی جنوب)
- عبدالرسول جمالی حاجیانی، شاعر (مجموعه اشعار)
- حسن عبدی شاعر و نویسنده (دیوان محزون)
- سیدمحمد مهدی پورفاطمی، سیاستمدار و فعال اجتماعی (چهار دوره نماینده مجلس شورای اسلامی)
- غلامحسین زارعی سیات مدار و فعال اجتماعی (فرمانداری دشتستان، فرمانداری بندر لنگه، مدیر کل تعاون استان بوشهر، مدیر کل میراث فرهنگی استان بوشهر، نماینده فعلی مجلس شورای اسلامی)
- عباس پورمحمودی شاعر و پژوهشگر (عالی نامه)
- علی حسن‌زاده پژوهشگر (کلیات دوبیتی‌های فایز دشتی)
- علی نوربخش شاعر و نویسنده و و محقق (کاکی کهن دیار، شیخیان مهد نیکان و نیاکان)

## آثار باستانی
- قلعه محمدخان دشتی
- قلعه رئیس غلام رزمی لاور
- قلعه داراب خان
- قلعه دختر لاور ساحلی
- آرامگاه صفا انگیز
- آرامگاه شاه اسماعیل
- مسجد درازی
- حسینیه درازی
- نیایشگاه مند
- بارگاه سام بن نوح (شهر خورموج)
- سنگ نوشته‌های باغان
- امامزاده پیر چهل گزو
- بند مند حومه باغان (سد کوچک قدیمی بر رود)
- مسجد میرزا خورموج
- عمارت شیرینه

## تقسیمات کشوری
شهرستان دَشتی شامل ۳ بخش با دهستان ها و شهرهای زیر است:
- بخش مرکزی شهرستان دشتی
  - دهستان مرکزی
  - دهستان خورموج

شهرها: خورموج
- بخش شنبه و طسوج
  - دهستان شنبه
  - دهستان طسوج

شهرها: شُنبه
- بخش کاکی
  - دهستان کبگان
  - دهستان کاکی
  - دهستان چغاپور

شهرها: کاکی و بادوله

## روستاهای شهرستان دشتی به تفکیک دهستان

### روستاهایبخش مرکزی
- دهستان مرکزی: بادام زار. بندو. بحیری. عربی .لاور رزمی. لنگک. محمدآباد. مل گاودان. مل گل. منقل
- دهستان خورموج: احشام قائدها. باغ وحش. جبری. چارک. چاووشی. چهله. حیدری. درازی. زایر عباسی. زیزار. فقیه‌حسنان. کلل. میانخره. وراوی

### روستاهایبخش کاکی
- دهستان کاکی: باغ شالی. باغ شور. بنیاد. تلخو. ریگدان. علی‌آباد. گنخک رئیسی. گنخک شیخی. گنخک کورا. هلالی منصوری، هلالی احمدی، باغ رئیس عالی،
- دهستان کبگان: کبگان. اسماعیل‌محمودی. باغ پیر. بالنگستان. برمساد. چاه حسین‌جمال. زایر ابول. زیارت. شیخیان شهاب. شیخیان سلنجی. شیخیان ماری. کردوان رئیسی. کردوان سفلی. کردوان علیا. کلات. لاور ساحلی. میته
- دهستان چغاپور: اسماعیل‌محمودی. امام‌آباد (دمنالو). بادوله. بامنیر. روستای برید. بیکسان. حسین زائری. خانی. درگو جنوبی. درگو شمالی. دولت‌آباد. دهداری. چم کور . طویل دراز. فقیه‌احمدان. گز دراز. مرحوای. مقاتل. ملخرک. ناصری. باغ علی‌باقر

### روستاهایبخش شنبه و طسوج
- دهستان شنبه: اسلام‌آباد. باغان. بشک. بن بید. چاهگاه. خروک. درویشی. رزم آباد. سنا. کاردانه. کردلان. کشتو. مزرعه حاج‌احمد
- دهستان طسوج: اژدرخوس. بنو. حنا شور. دشت پلنگ. دهوک. سرمک. سهو. کنار بندک. محمد ریز

## امکانات شهری و حومه، رفاهی و گردشگری
- تنگه و عمارت شیرینه

- قلعه محمد خان دشتی

- حمام خانه محمد خان

- منطقه گردشگری بنگه و بازمانده آسیاب‌های قدیمی

- آتشکده مند

- پارک موزه محمد خان دشتی

- پارک مفتون، فایز، علی سمیل، پارک ولیعصر، پارک بصیرت، پارک گردشگری ورودی شمالی خورموج (درحال ساخت)

- بازار مرکزی خورموج

- میدان خالو حسین دشتی و میدان بصیرت ورودی جنوبی شهر خورموج

- روستاهای بکر و باغات مربوط روستاها

- بیمارستان ۱۲۰ تختخوابی زینبیه شهر خورموج با دارا بودن آزمایشگاه مجهز، بخش رادیولوژی، بخش دیالیز، بخش اطفال، اتاق عمل و…

- درمانگاه فوق تخصصی تأمین اجتماعی خورموج

- درمانگاه تخصصی سپاه

- زیر مجموعه صنعتی دشتی

- کارخانه‌های گچ، قیر، هیدرات کربن، سنگ‌شکن، پلاستیک سازی، آرد، مرغداری صنعتی، کارخانه سیمان

- منطقه حفاظت شده شکار ممنوع کوه مند